# Castelo Cluggy
O Castelo Cluggy (em inglês:  Cluggy Castle) é um castelo atualmente em ruínas localizado em Monzievaird and Strowan, Perth and Kinross, Escócia.

## História
Numa carta de Ochtertyre datada de 1467, o castelo é designado de "antiquum fortalicium". Pertenceu a Red Cumin, antagonista de Roberto I e Sir William Murray ocupou-o em cerca de 1650.
Encontra-se classificado na categoria "B" do "listed building" desde 5 de outubro de 1971.

## Estrutura
O castelo é atualmente uma torre em ruína de três andares, com paredes de espessura de 1,5 metros.